# Gonolobus erianthus
Gonolobus erianthus är en oleanderväxtart som beskrevs av Joseph Decaisne. Gonolobus erianthus ingår i släktet Gonolobus och familjen oleanderväxter. Inga underarter finns listade i Catalogue of Life.